# تفاعل دوبنر
تفاعل دوبنر (بالإنجليزية: Doebner reaction )‏ عبارة عن تفاعل كيميائي للأنيلين مع الألدهيد و حمض البيروفك لتكوين أحماض كربوكسيلية مستبدلة في الوضع 4 بالكينولين .